# 마이클 클레이튼
《마이클 클레이튼》(영어: Michael Clayton)은 2007년에 개봉한 미국의 법률 스릴러 영화이다. 토니 길로이가 감독과 각본을 맡고, 조지 클루니, 톰 윌킨슨, 틸다 스윈턴, 시드니 폴랙 등이 출연하였다. 영화 제목에 이름이 명시된 한 법정대리인이 직장 동료의 신경 쇠약 문제, 농약 독성 효과로 집단 소송을 당한 로펌 주고객 기업, 이를 둘러싼 부패와 음모에 대처하는 모습을 묘사한다.
영화는 대체로 긍정 평가를 받았으며, 2008년 제80회 아카데미상에서 작품상, 감독상, 남우주연상(클루니), 여우조연상(스윈턴) 등 총 7개 부문에 후보로 올랐다. 제65회 골든 글로브상에서는 드라마 영화 부문 작품상, 드라마 영화 부문 남우주연상(클루니), 남우조연상(윌킨슨), 여우조연상(스윈턴) 후보에 지명되었다.

## 줄거리
마이클 클레이턴이 다니는 뉴욕 로펌은 집단 소송이 제기된 농산물 복합기업 U-노스 변호를 수임한 상태이다. 선임 변호사 아서 이든스는 선서 증언 중에 조증 삽화를 일으키고 뒷수습을 마이클이 맡게 된다.
사실 아서는 피해자들 편에 서기로 결심했으며, 중요한 U-노스 기밀 서류를 하나 입수한 채였다. 이 서류에는 U-노스가 수백 명의 죽음을 유발한 자사 제조 제초제에 발암 물질이 함유돼있음을 미리 인지하고 있었다는 증거가 담겨있으며, CEO인 돈 제프리스의 서명도 박혀있다.
아서는 돈 제프리스의 지시로 자살을 가장해 살해당하는데...

## 출연
- 조지 클루니 - 마이클 레이먼드 클레이턴, 로펌 변호사 역
- 톰 윌킨슨 - 아서 이든스, 로펌 변호사 역
- 틸다 스윈턴 - 캐런 크라우더, U-노스 법률 고문 역
- 시드니 폴랙 - 마티 바크, 로펌 전무 이사 역
- 마이클 오키프 - 배리 그리섬, 로펌 변호사 역
- 켄 하워드 - 돈 제프리스, U-노스 CEO 역
- 메릿 위버 - 애나 카이저슨, 집단 소송 원고 역
- 데니스 오헤어 - 그리어 씨 역
- 줄리 화이트 - 그리어 부인 역
- 로버트 프레스콧 - 번, 청부살인업자 역
- 테리 서피코 - 이커, 청부살인업자 역

## 우리말 녹음
KBS 성우진
- 김환진 - 마이클 클레이턴(조지 클루니)
- 최흘 - 마티 바크(시드니 폴랙)
- 장광 - 번(로버트 프레스콧)
- 유해무 - 아서(톰 윌킨슨)
- 김옥경 - 캐런(틸다 스윈턴)
- 김태연 - 게이브(빌 레이먼드) / 티미(데이비드 랜즈베리)
- 윤기황 - 배리(마이클 오키프)
- 윤병화 - 돈(켄 하워드)
- 김익태 - 진(숀 컬런) / 그리어(데니스 오헤어)
- 김태웅 - 월터(톰 매카시) / 마이클·진·티미의 아버지(케빈 헤이건)
- 송정희 - 헨리(오스틴 윌리엄스) / 애나의 언니(하이디 암브루스터)
- 홍진욱 - 댈버토 형사(데이비드 제이어스) / 번의 동료(테리 서피코) / 토드(매슈 데트머)
- 서지연 - 애나(메릿 위버) / 직원(캐서린 워터스턴)
- 최하나 - 팸(샤론 워싱턴) / 그리어의 아내(줄리 화이트)